# عامل الشكل
يدل عامل الشكل في الحوسبة على مواصفات اللوحة الأم، مثل الأبعاد ونوع مُغذّي الطاقة ومكان فتحات الإدخال وعدد المنافذ في اللوحة الخلفية..إلخ. وبشكل خاص فإن عوامل الشكل الأساسية بالنسبة لصناعة  ' الحواسيب المتوافقة مع آي بي إم تضمن بأن تكون تلك الأجزاء قابلة للتبادل عبر الأجيال التقنية. بينما يضمن عامل الشكل في الحوسبة المؤسساتية  بأن أنماط الخوادم تلائم أنظمة راكماونت (rackmount والتي هي عبارة عن هيكل يتركب عليه تجهيزات حاسوبية عديدة)  الموجودة. إن أهم مواصفة في عامل الشكل هي اللوحة الأم والتي تحدد عموماً الحجم الكلي لصندوق الحاسوب. وهناك عوامل للشكل الصغير تم تطويرها وتنفيذها.

## لمحة عن عوامل الشكل

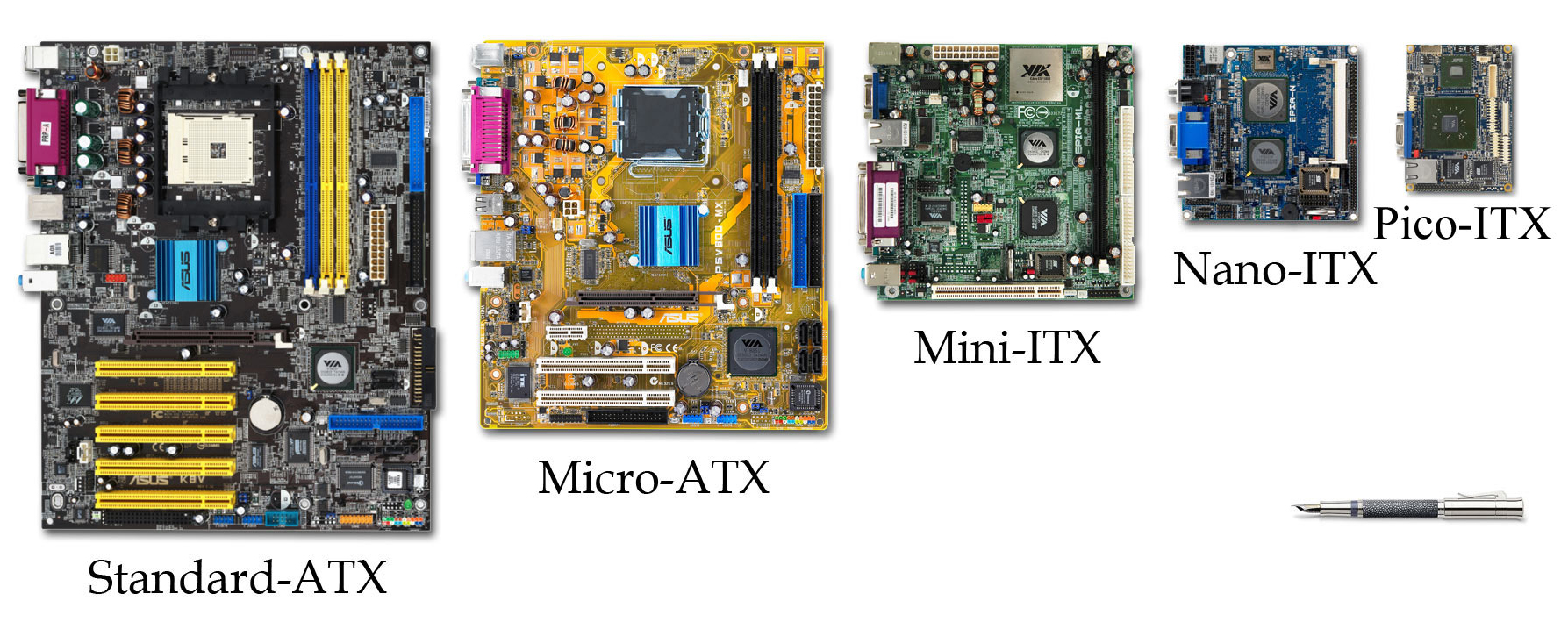
مقارنة عامل الشكل لبعض الحواسيب الشائعة وقلم بالجوار للمقارنة وتوضيح الحجم الفعلي.

إن اللوحة الأم هي الدارة الأساسية في جهاز الحاسوب المكتبي وكذلك المحمول أو الخادم (سيرفر). وظائفها الأساسية هي:
- تعمل كشريان أساسي بحيث تتصل بها جميع الأجزاء الأخرى مثل وحدة المعالجة المركزية وذاكرة الوصول العشوائي والأقراص الصلبة، تتصل بالشكل المطلوب لإنشاء الحاسوب ككل.
- قابلة للتبادل (في معظم الحالات) مع المكونات المختلفة ( وبالأخص، وحدة المعالجة المركزية وبطاقات التوسعة) لأهداف التخصيص والتحديث.
- توزيع الطاقة الكهربائية للدارات الأخرى.
- تنسيق وربط عمليات مكونات الحاسوب إلكترونياً.

مع ظهور وتطور أجيال جديدة من تجهيزات الحاسوب، فاللوحات الأم القياسية قد تغيرت أيضاً. على سبيل المثال، فقد أثر ظهور منفذ الرسوميات السريع (ِAGP)، ومؤخراً، منفذ الملحقات الإضافية السريع (PCI Express)، على تصميم اللوحة الأم. بكل الأحوال فإن الحجم القياسي والهيكلية للّوحات الأم قد تغير ببطئ وبقيت المقاييس الخاصة بهم هي التي تتحكم بذلك. كما أن قائمة التجهيزات اللازمة للوحة الأم تتغير  بشكل أبطئ كثيراً من التجهيزات نفسها. فعلى سبيل المثال، رقائق north bridge (الجسر المضيف) قد تغيرت عدة مرات منذ ظهورها ومع إحضار العديد من المُصنّعين إصداراتهم الخاصة من هذه الرقائق الإلكترونية، بينما بالنسبة لعامل الشكل، فالمعايير لهذه الرقاقات بقيت ثابتة تقريباً لسنوات عدة.
ورغم أن العملية بطئية، إلا أن عامل الشكل يبقى في حالة تطور استجابةً للمتطلبات المتغيرة.

## أمثلة مرئية لعوامل شكل مختلفة

عوامل شكل مختلفة
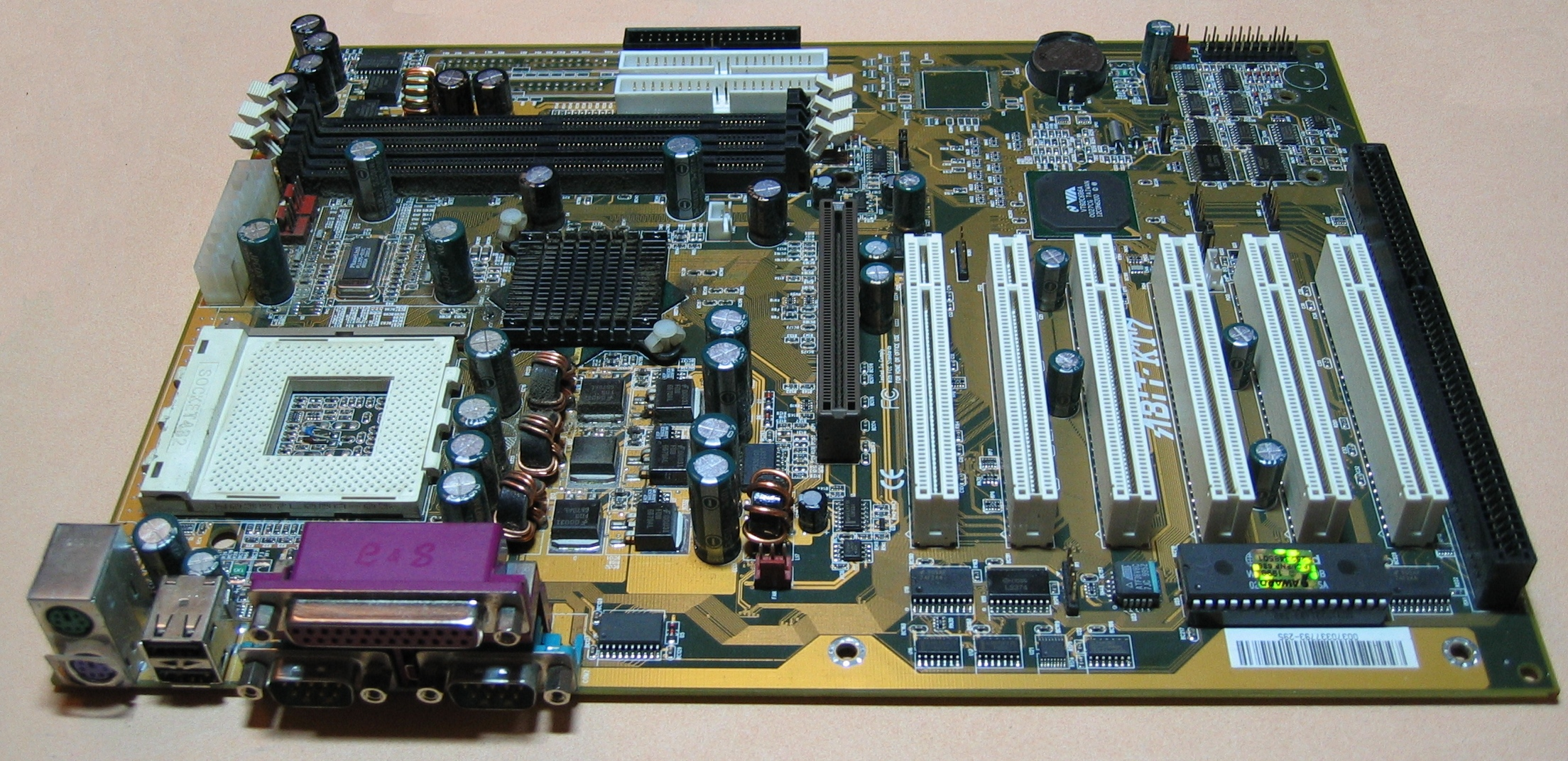
ATX
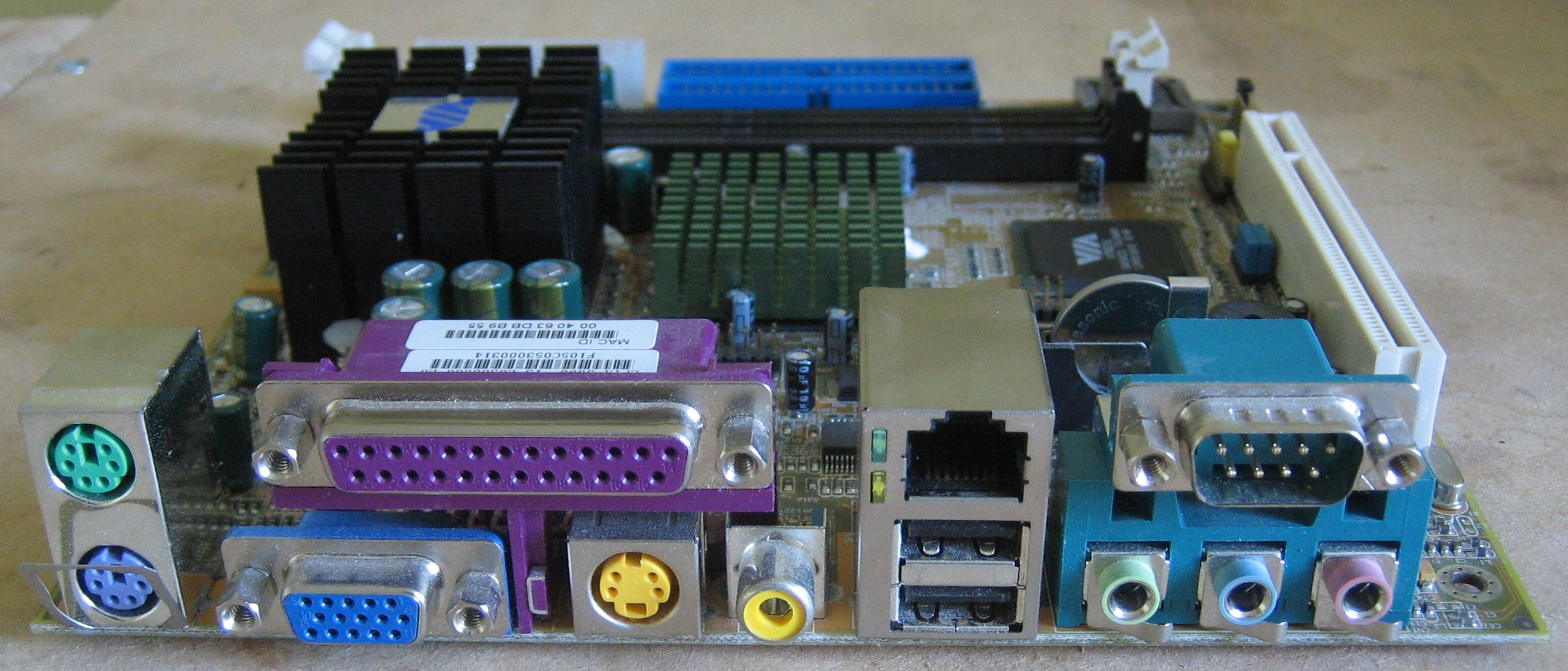
mini-ITX
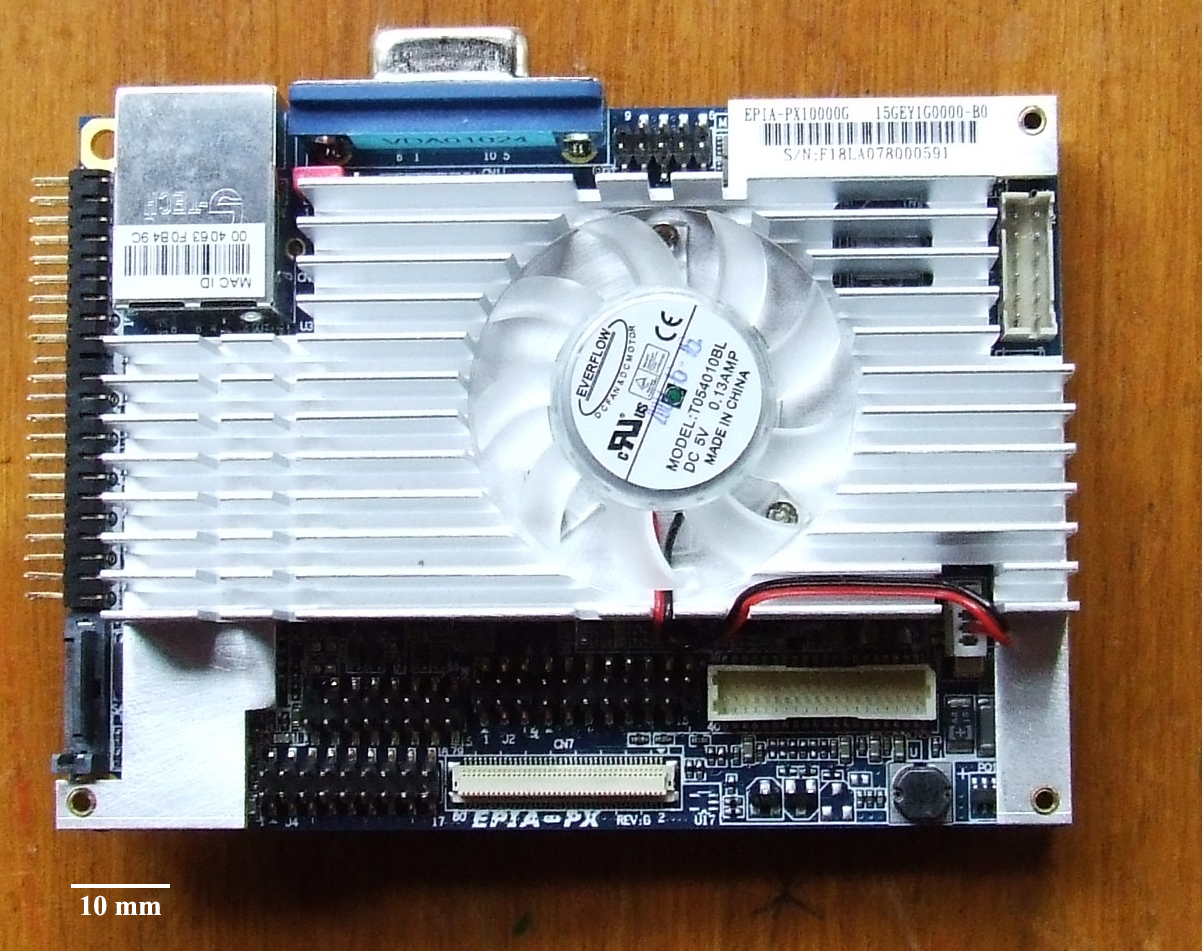
Pico-ITX

## اقرأ أيضاً
- أبل ماك ميني